# エンタープライズ・アーキテクチャ知識体系
エンタープライズ・アーキテクチャ (EA) の文脈において、エンタープライズは固定的な組織体ではなく、ある事業（ビジネス）を遂行する供給者から顧客に至る複数組織体でもあり得、また一つの組織体であっても複数の事業単位が存在すれば複数のエンタープライズが存在し得る、と定義されており、それを適切に表すため事業体と表現する。またアーキテクチャについてもエンタープライズ・アーキテクチャでは、システムを構成する（時空を超えて変質しない）要素とそれら要素間の関係を記述したものと定義していることから、それを適切にを表す言葉として仕組と表現する。{訳者コメント}
事業体仕組知識体系 (EABOK) は、MITRE（特に革新的なコンピューティングと情報科学のための MITREセンター）によって作成された事業体仕組（エンタープライズ・アーキテクチャ）(Enterprise Architecture)へのガイドであり、合衆国政府の行政機関によって資金を供給されている。それは個別組織のニーズの文脈での事業体仕組の課題の重大な見直しを提供する。それは、ニーズと方法の「大きな展望」ビューを提供するから、事業が事業体仕組統合の単位を確立するための「最初の寄港地」として若干の事業体仕組の実践者がそれを推薦する。

## オーバービュ
以下のパラグラフは、MITREのWebページから採ったものである:
事業体仕組知識体系 (EABOK) のガイドは、事業体仕組 (EA) 規律の知識内容を組織化し特徴づける。この組織化と特徴づけは、EA の整合のとれたビューを推進し、EA 規律のスコープと境界を確立し、そして関係する分野の文脈における規律を位置づける。EABOK は、各領域内で知識領域とトピックスにサブ分割し、トピックスの全貌を提示し、そして読者に更なる情報を提供する。EABOK は、EA そのものであり、知識体系自身ではない。
現在の印刷可能バージョンは、2004年2月6日の日付であり、Dr Paula J Hagan によって編集された。それは、配布制限なしの公開を承認されている。現在の『スタブ』の新しいセクションと拡張が、MITRE 内で開発中であり、アドホック・ベースで Web に公開されるであろう。

## 代替のタイトル
主要印刷文書のタイトルは、『EABOK』である一方で、それはまた以下のように知られている：
- 『事業体仕組知識体系のガイド』(MITRE Webページ上[要出典])
- 『（進化する）事業体仕組知識体系のガイド』(印刷可能文書のカバーページのより小さなタイトル[要出典])

## 見かた
EABOK のキーは、それ（及びそれを記述する規律）が（熟するまでその知識領域のいくつかで）進化することである。)と、それが文脈において事業体仕組とする方法である。事業体仕組について多くの異なった枠組（フレームワーク）と視点（ビューポイント）が存在することから、それは（オリジナルの Zachman フレームワーク、TOGAF、及び DoDAF 間のような）代替の論評を提供する。参考文献一覧が特に有用です。
それは、単なるダイアグラムや記述技術でなく、技術者に Michael Porter によって概観されたような事業の Value chain の素早い解説により事業ニーズのより良い理解を与えるのと同じに、米国の立法要求とガイダンスを含む全体を提供するよう事業体仕組を扱う。
事業体仕組枠組が必要であるとの Zachman のオリジナルの概念から、単にダイアグラムによって生きるという事業体仕組ユニットの暗黙の批評のように、多くのセクションの行間を読むことは価値がある:
今日Zachnanは、彼のフレームワークを思考ツールと見ている。。。。ZachmanのEAフレームワークは、幾つかのその後の枠組と多くの仕組的思考を組織化するため貢献した。
いくらかのEA実践者にあり得る暗黙の批評の例は:
多くの "未熟な" EA 実践者は、DODAFが彼らの事業体仕組への出発点としてあまりにも複雑すぎることを見つけたとコメントした。"他の" 実践者は、開始されたそれらを得るためプロダクト記述情報の良い情報源をDODAFに見つけた。
（下線はオリジナル論文にはない。)
それは、多くの経験した情報システムを作り、そしてそれはアプローチのレンジを見直す一方、個人の視点に固執しないで：事業専門家が EABOK に感謝したとのコメントのように正当である。

## 次も見てください
- エンタープライズアーキテクチャ (事業体仕組) Enterprise Architecture
- 知識体系

## 参照
1. ↑  Knowledge Areas, MITRE, USA.